# 1920-as Copa América
Az 1920-as Dél-amerikai Válogatottak Bajnoksága a 4. dél-amerikai torna volt, melynek Chile adott otthont, 1920. szeptember 11. és október 3-a között. A tornát a immáron harmadjára nyerte meg Uruguay.

## Mérkőzések
| 1920. szeptember 11. |

| Brazília     | 1–0   | Chile |
| ------------ | ----- | ----- |
| Alvariza 53' | (0–0) |       |

| Estadio Valparaíso Sporting Club, Viña del Mar Nézőszám: 15 000 Játékvezető: Martin Aphesteguy (uruguayi) |

| 1920. szeptember 12. |

| Argentína      | 1–1   | Uruguay        |
| -------------- | ----- | -------------- |
| Echeverría 75' | (1–0) | Piendibene 10' |

| Estadio Valparaíso Sporting Club, Viña del Mar Nézőszám: 17 000 Játékvezető: Francisco Jiménez (chilei) |

| 1920. szeptember 18. |

| Uruguay                                                           | 6–0   | Brazília |
| ----------------------------------------------------------------- | ----- | -------- |
| Romano 23' 60' Urdinarán 26' (11-esből) Pérez 29' 65' Campolo 48' | (3–0) |          |

| Estadio Valparaíso Sporting Club, Viña del Mar Nézőszám: 9 000 Játékvezető: Carlos Fanta (chilei) |

| 1920. szeptember 20. |

| Chile       | 1–1   | Argentína      |
| ----------- | ----- | -------------- |
| Bolados 30' | (1–1) | Dellavalle 13' |

| Estadio Valparaíso Sporting Club, Viña del Mar Nézőszám: 16 000 Játékvezető: João De María (brazil) |

| 1920. szeptember 25. |

| Argentína                    | 2–0   | Brazília |
| ---------------------------- | ----- | -------- |
| Echeverría 40' Libonatti 73' | (1–0) |          |

| Estadio Valparaíso Sporting Club, Viña del Mar Nézőszám: 12 000 Játékvezető: Martin Aphesteguy (uruguayi) |

| 1920. október 3. |

| Uruguay              | 2–1   | Chile         |
| -------------------- | ----- | ------------- |
| Romano 37' Pérez 65' | (1–0) | Domínguez 60' |

| Estadio Valparaíso Sporting Club, Viña del Mar Nézőszám: 16 000 Játékvezető: Carlos Fanta (chilei) |

## Végeredmény
| Hely.                    | Csapat    | M | Gy | D | V | G+ | G– | Gk | P |
| ------------------------ | --------- | - | -- | - | - | -- | -- | -- | - |
| 1. helyezett, aranyérmes | Uruguay   | 3 | 2  | 1 | 0 | 9  | 2  | +7 | 5 |
| 2. helyezett, ezüstérmes | Argentína | 3 | 1  | 2 | 0 | 4  | 2  | +2 | 4 |
| 3. helyezett, bronzérmes | Brazília  | 3 | 1  | 0 | 2 | 1  | 8  | −7 | 2 |
| 4.                       | Chile (R) | 3 | 0  | 1 | 2 | 2  | 4  | −2 | 1 |

| Az 1920-as Dél-amerikai Válogatottak Bajnoksága győztese |
| -------------------------------------------------------- |
| URUGUAY 3. cím                                           |

## Gólszerzők
| 3 gólos - José Pérez - Ángel Romano 2 gólos - Raúl Echeverría | 1 gólos - Miguel Dellavalle - Julio Libonatti - Ismael Alvariza | 1 gólos (folytatás) - Hernando Bolados - Aurelio Domínguez - Antonio Campolo - José Piendibene - Antonio Urdinarán |

## Külső hivatkozások
- 1920 South American Championship